# 叶新第
叶新第（？—？），安徽省徽州府黟縣人，清朝政治人物、進士出身。
光緒十五年（1889年），登進士，同年五月，改翰林院庶吉士。光緒十六年四月，散館，著以部属用。1893年，接替张朝锡任福建永安县知县一职，1908年，由刘念慈接任。